# Tizenkilencszögszámok
A tizenkilencszögszámok a figurális számokon belül a sokszögszámok közé tartoznak. Az n-edik tizenkilencszögszám, Tn a közös csúcsból rajzolt, legfeljebb n pont oldalhosszúságú szabályos tizenkilencszögek körvonalai egymástól különböző pontjainak száma. 
Az n-edik tizenkilencszögszám általánosan a következő képlettel adható meg:
{\displaystyle T_{n}={\frac {n(17n-15)}{2}}\quad (n>0)}.
Az első néhány tizenkilencszögszám:
1, 19, 54, 106, 175, 261, 364, 484, 621, 775, 946, 1134, 1339, 1561, 1800, 2056, 2329, 2619, 2926, 3250, 3591, 3949, 4324, 4716, 5125, 5551, 5994, 6454, 6931, 7425, 7936, 8464, 9009, 9571, 10150, 10746, 11359, 11989, 12636, 13300, … (A051871 sorozat az OEIS-ben)

## Párosság
A tizenkilencszögszámok párossága a páratlan-páratlan-páros-páros mintát követi.

## Tesztelés tizenkilencszögszámokra
Az n-edik tizenkilencszögszám, {\displaystyle x_{n}} képletét n-re megoldva a következő képletet kapjuk:
{\displaystyle n={\frac {{\sqrt {136x+225}}+15}{34}}.}
Tetszőleges x szám tizenkilencszögszám mivolta tesztelhető a fenti képletbe való behelyettesítéssel. Ha n egész számra jön ki, akkor x az n-edik tizenkilencszögszám. Ha n nem egész szám, akkor x nem tizenkilencszögszám.
Ez egyben tekinthető x tizenkilencszöggyöke kiszámításának is. 